# 東水元
東水元（ひがしみずもと）は、東京都葛飾区北部の町名。現行行政町名は東水元一丁目から六丁目。住居表示実施済み区域である。

## 地域
葛飾区の北部、水元地域の東部に位置する住宅市街地が広がる町である。南北に細長い町域は東京都道307号王子金町江戸川線で西辺を画し、東辺は水元公園との境界となる。南側から一丁目-六丁目が設置されている。町域内は直線状の道路が格子状に整備された計画的な町並みが見られるほか、他の水元地区に比べ、寺社が多いのが特徴。岩槻交差点から水元公園へ至る水辺の道沿いには、内溜という溜め池がある。
隣接する地域は、北および東が水元公園、南東および南が東金町二・四・五丁目、南西が南水元四丁目、西が水元三・四・五丁目、北西の一部で西水元六丁目。

## 地価
住宅地の地価は、2024年（令和6年）7月1日の地価調査によれば、東水元2-13-18の地点で28万7000円/m2、東水元5-43-2の地点で18万9000円/m2となっている。

## 歴史
1889年（明治22年）の町村制施行時点では南葛飾郡水元村大字下小合・上小合・小合新田・猿ヶ又のそれぞれ一部であった。1932年（昭和7年）に水元村は東京市に編入され、水元村大字下小合・上小合・小合新田・猿ヶ又はそれぞれ水元小合町・水元小合上町・水元小合新町・水元猿町となる。1981年（昭和56年）には住居表示が実施され水元小合町・水元小合上町・水元小合新町・水元猿町の一部（都道王子金町江戸川線以東）が東水元一-六丁目となって現在に至っている。

### 地名の由来
旧来の「水元村」に由来。

## 世帯数と人口
2023年（令和5年）1月1日現在（東京都発表）の世帯数と人口は以下の通りである。
| 丁目         | 世帯数    | 人口    |
| ------------ | --------- | ------- |
| 東水元一丁目 | 923世帯   | 1,871人 |
| 東水元二丁目 | 1,168世帯 | 2,441人 |
| 東水元三丁目 | 632世帯   | 1,318人 |
| 東水元四丁目 | 536世帯   | 1,339人 |
| 東水元五丁目 | 901世帯   | 2,156人 |
| 東水元六丁目 | 220世帯   | 489人   |
| 計           | 4,380世帯 | 9,614人 |

### 人口の変遷
国勢調査による人口の推移。
| 年                 | 人口  |
| ------------------ | ----- |
| 1995年（平成7年）  | 8,026 |
| 2000年（平成12年） | 8,263 |
| 2005年（平成17年） | 8,576 |
| 2010年（平成22年） | 9,231 |
| 2015年（平成27年） | 9,101 |
| 2020年（令和2年）  | 9,197 |

### 世帯数の変遷
国勢調査による世帯数の推移。
| 年                 | 世帯数 |
| ------------------ | ------ |
| 1995年（平成7年）  | 2,851  |
| 2000年（平成12年） | 3,023  |
| 2005年（平成17年） | 3,158  |
| 2010年（平成22年） | 3,629  |
| 2015年（平成27年） | 3,628  |
| 2020年（令和2年）  | 3,832  |

## 学区
区立小・中学校に通う場合、学区は以下の通りとなる（2021年4月時点）。
| 丁目         | 番地             | 小学校               | 中学校               |
| ------------ | ---------------- | -------------------- | -------------------- |
| 東水元一丁目 | 全域             | 葛飾区立原田小学校   | 葛飾区立金町中学校   |
| 東水元二丁目 | 1～7番 14～27番  | 葛飾区立半田小学校   | 葛飾区立東金町中学校 |
| 東水元二丁目 | 8〜13番 28〜41番 | 葛飾区立東水元小学校 | 葛飾区立東金町中学校 |
| 東水元三丁目 | 全域             | 葛飾区立東水元小学校 | 葛飾区立水元中学校   |
| 東水元四丁目 | 全域             | 葛飾区立東水元小学校 | 葛飾区立水元中学校   |
| 東水元五丁目 | 全域             | 葛飾区立東水元小学校 | 葛飾区立水元中学校   |
| 東水元六丁目 | 全域             | 葛飾区立東水元小学校 | 葛飾区立水元中学校   |

## 事業所
2021年（令和3年）現在の経済センサス調査による事業所数と従業員数は以下の通りである。
| 丁目         | 事業所数  | 従業員数 |
| ------------ | --------- | -------- |
| 東水元一丁目 | 44事業所  | 219人    |
| 東水元二丁目 | 31事業所  | 297人    |
| 東水元三丁目 | 41事業所  | 338人    |
| 東水元四丁目 | 28事業所  | 157人    |
| 東水元五丁目 | 33事業所  | 175人    |
| 東水元六丁目 | 14事業所  | 57人     |
| 計           | 191事業所 | 1,243人  |

### 事業者数の変遷
経済センサスによる事業所数の推移。
| 年                 | 事業者数 |
| ------------------ | -------- |
| 2016年（平成28年） | 214      |
| 2021年（令和3年）  | 191      |

### 従業員数の変遷
経済センサスによる従業員数の推移。
| 年                 | 従業員数 |
| ------------------ | -------- |
| 2016年（平成28年） | 1,198    |
| 2021年（令和3年）  | 1,243    |

## 交通

### 鉄道
東水元地内には鉄道は通過していない。鉄道利用の場合は以下の路線バスを利用し金町駅または八潮駅が利用圏内となる。

### 路線バス
- 京成バス[17][18]
  - 金61：金町駅前 - 東水元二丁目 - 水元公園 - 水元そよかぜ園 - 大場川 - 戸ヶ崎操車場 - 八潮駅南口
  - 金63：金町駅 → 東水元二丁目 → はなしょうぶ園 → ポプラ並木 → 水元かわせみの里 → 水元そよかぜ園 → 水元公園 → 東水元二丁目 → 金町駅

### 道路
- 東京都道307号王子金町江戸川線
- 水元内溜水辺のみち
- 岩槻橋
- 皇來橋
- 小鮎橋

## 施設
- 葛飾区保健所水元保健センター
- 水元浄水場
- 葛飾区立東水元小学校
- 葛飾水元郵便局

## 史跡・寺社
- 熊野神社
- 日枝神社
- 水元香取神社
- 薬師堂
- 延命寺
- 長伝寺
- 蓮蔵院
- 南蔵院（しばられ地蔵）
- 遍照院

## その他

### 日本郵便
- 郵便番号 : 125-0033[4]（集配局 : 葛飾新宿郵便局[19]）。